# Соединённые Штаты против 11 1/4 дюжин упаковок изделий, частично маркированных как «Порошок от опьянения „Кыш-муха“ миссис Моффат»
Соединённые Штаты против одиннадцати с четвертью дюжин упаковок изделий, частично маркированных как Порошок от опьянения «Кыш-муха» миссис Моффат, 40 F. Supp. 208 (англ. United States v. 11 1/4 Dozen Packages of Articles Labeled in Part Mrs. Moffat's Shoo-Fly Powders for Drunkenness, 40 F. Supp. 208) — дело, рассмотренное в Федеральном окружном суде Западного округа штата Нью-Йорк, в котором предполагалалось, что было дано неправильное название фальшивому средству от алкогольного опьянения. Отчасти причиной необычного названия иска являются традиции производств in rem, оно описывает 135 упаковок ёмкости, в которой изначально хранили порошок. Это дело было одним из первых, заведённых Управлением по санитарному надзору за качеством пищевых продуктов и медикаментов США (FDA).

## Предыстория

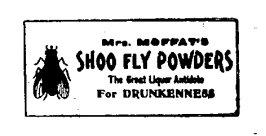
Дизайн этикетки продукта

Порошок от опьянения «Кыш-муха» миссис Моффат, производившийся фирмой Сын М. Ф. Гроува и Ко. (англ. M. F. Groves' Son & Co.), был популярным в XIX веке товаром, который якобы был эффективен как средство от опьянения. Порошок состоял из рвотного камня, антимонилтартрата калия. К 1939 стал расцениваться как вещество для тайного добавления в напитки (подобное клофелину), и некоторых продавцов смогли осудить за продажу немаркированных ядов.
В 1938 году Конгресс США принял Закон о косметических, лекарственных и пищевых продуктах, который позволил Управлению по санитарному надзору за качеством пищевых продуктов и медикаментов осуществлять надзор над производством и продажей пищи, медикаментов и косметики, продающихся на федеральном уровне. Большинство положений Закона вступили в силу в 1940 году.

## Судебное дело и заключение судьи

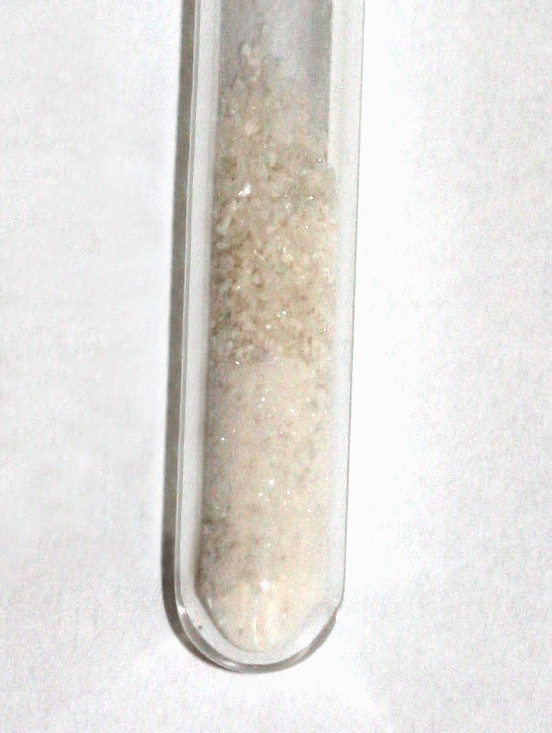
Порошок «Кыш-муха» миссис Моффат содержал рвотный камень, показанное здесь вещество

FDA изъяло упаковки с товаром после их прибытия с завода в Филадельфии в Буффало, штат Нью-Йорк в ноябре 1940 года. 27 ноября федеральный прокурор Западного округа штата Нью-Йорк направил иск в окружной суд согласно Закону о косметических, лекарственных и пищевых продуктах.
Слушание вёл окружной судья Джон Найт. Производителю было позволено участвовать в деле, и он в ходе слушания заявил, что товар продавали более 60 лет и при продажах в размере более 50 000 упаковок в год никаких жалоб якобы не поступало. Заявления производителя не учли как голословные.
Группа из пяти врачей свидетельствовала о токсичности и побочных эффектах рвотного камня. Заключение, частично суммирующее их показания:
принятый орально рвотный камень раздражает слизистую желудка и кишечника, губительно влияя на различные органы тела; его эффект накапливается; при приёме в больших дозах вызывает тошноту, рвоту, диарею и рвотные позывы; после поглощения оказывает влияние на почки и печень и усиливает сердцебиение; в результате потери контроля над мышцами живота рвотные массы могут быть проглочены, вызывая пневмонию
Суд решил, что фраза «от опьянения» (в ориг. «for Drunkenness», букв. «для пьяности») подразумевает, что порошок был средством от алкогольного опьянения, и судья пришёл к выводу:
рассматриваемые изделия маркированы неверно, так как этикетки на них неверны и вводят в заблуждение, поскольку антимонилтартрат калия в дозировке 3,2 грана (усреднённое количество в изученных изделиях) это не „лекарство и не средство от“ опьянения, как оно заявлено, а также оно маркированно неверно, так как дозировка этого препарата в 3,2 грана опасна для здоровья
Другим вопросом, рассматривавшимся в деле, было то, требует ли Закон о косметических, лекарственных и пищевых продуктах, раздел 21, статья 352 Кодекса США намерения «ввести в заблуждение и обмануть»; решение Найта установило долгоживущий прецедент, что такое намерение не требовалось, чтобы получить возможность наложить арест в соответствии с Законом.
«Одиннадцать с четвертью дюжин упаковок» были конфискованы и впоследствии уничтожены.

## Последующие события
Впоследствии безопасность порошка, ставившаяся под вопрос в деле, была исследована, и по крайней мере один источник выдвигал предположения о том, что уровень смерти, приписывавшийся печёночной недостаточности и алкогольному абстинентному синдрому в то время, мог быть последствием отравляющих эффектов продукта.
До 1980-х годов науке не было известно никакого средства от опьянения, пока не был разработан (но не выпущен на рынок) Ro15-4513.
Название этого дела стало объектом юмора в таких местах, как Harper’s Magazine в 2004 году и Virginia Law Review в 1955 и 2010 годах.